# NGC 3824
NGC 3824 é uma galáxia espiral (Sa) localizada na direcção da constelação de Ursa Major. Possui uma declinação de +52° 46' 48" e uma ascensão recta de 11 horas, 42 minutos e 44,8 segundos.
A galáxia NGC 3824 foi descoberta em 14 de Abril de 1789 por William Herschel.